# Lítio-11
Lítio-11 é pensado para possuir um núcleo consistindo de halo de um núcleo de 3 prótons e 8 nêutrons, duas das quais têm um halo nuclear. Tem uma excepcionalmente grande secção transversal de 3,16 fm, comparável à de 208Pb (Chumbo-208). Ele decai por β em várias outras formas.